# Миропольское (Краснопольский район)
Миропольское (укр. Миропільське) — посёлок,
Турьянский сельский совет,
Краснопольский район,
Сумская область,
Украина.
Код КОАТУУ — 5922387003. Население по переписи 2001 года составляло 158 человек .

## Географическое положение
Посёлок Миропольское находится около истоков рек Прикол и Удава.
К посёлку примыкают небольшие лесные массивы урочища Малый Прикол.
Рядом с посёлком проходит граница с Россией.